# Анастасія Аксьонова
Анастасія Аксьонова (рос. Анастасия Сергеевна Аксенова; нар. 5 березня 1990) — російська плавчиня.
Учасниця Олімпійських Ігор 2008 року.
Чемпіонка світу з плавання серед юніорів 2006 року.